# Happy New Year
Happy New Year é um filme norte-americano de 1987, do gênero comédia policial, dirigido por John G. Avildsen e estrelado por Peter Falk e Charles Durning.
Trata-se de uma refilmagem de La Bonne Année (1973), dirigido por Claude Lelouch.
O filme, de distribuição restrita, deu a Peter Falk a "atuação de sua carreira", nas palavras do autor do livro The Columbia Story (o ator faz três papéis, um deles de mulher). Outro destaque do elenco é Tom Courtenay, como o gerente de uma loja de joias, acabado e bajulador.
O próprio Claude Lelouch faz uma ponta no início, dentro de um trem.
Apesar de ter recebido uma indicação ao Oscar, o filme não fez sucesso nas bilheterias.

## Sinopse
Nick e Charlie formam uma dupla de decadentes ladrões de joias. Eles pretendem roubar a joalheria gerida pelo presunçoso Edward Saunders e, na fase de planejamento, fazem uso de identidades falsas e roupas ridículas. Mas o imprevisto acontece: Nick se enamora de Carolyn, a proprietária da loja de antiguidades ao lado da joalheria, e isso frustra os planos de um crime perfeito.

## Premiações
| Patrocinador                                  | Prêmio | Categoria                    | Situação |
| --------------------------------------------- | ------ | ---------------------------- | -------- |
| Academia de Artes e Ciências Cinematográficas | Oscar  | Melhor Maquiagem e Penteados | Indicado |

## Elenco
| Ator/Atriz         | Personagem      |
| ------------------ | --------------- |
| Peter Falk         | Nick            |
| Charles Durning    | Charlie         |
| Wendy Hughes       | Carolyn         |
| Tom Courtenay      | Edward Saunders |
| Joan Copeland      | Sunny Felix     |
| Tracy Brooks Swope | Nina            |
| Gary Maas          | Fence           |
| Ted Bartsch        | Porteiro        |